# تشارلي باومان
تشارلي باومان (بالإنجليزية: Charlie Baumann)‏ هو لاعب كرة قدم أمريكية أمريكي، ولد في 25 أغسطس 1967 في إيري في الولايات المتحدة.

## وصلات خارجية
- تشارلي باومان على موقع مرجع كرة القدم المحترفة.كوم (الإنجليزية)